# Közbeszerzési Hatóság
A Közbeszerzési Hatóság feladata a közbeszerzési törvényben meghatározott célok érvényesülésének biztosítása. Az országgyűlés közvetlen felügyelete alatt működik, központi költségvetési szerv. A közbeszerzési Hatóság Honlapot üzemeltet, melyen megtalálhatók többek között a közbeszerzéssel kapcsolatos jogszabályok, a jogorvoslatokkal kapcsolatos tájékoztatások, a Közbeszerzési Értesítő, a Közbeszerzési Adatbázis (KBA), és a bejelentkezés az elektronikus ügyintézéshez (EHR)
A Hatóság feladata:
- hatékonyan közreműködjön a közbeszerzési politika alakításában,
- hatékonyan közreműködjön a jogszerű közbeszerzési magatartások kialakításában és elterjesztésében,
- elősegítse a közpénzek nyilvános és átlátható módon történő elköltését.

mindezt úgy kell megtennie, hogy figyelembe vegye a közérdeket, az ajánlatkérők és az ajánlattevők érdekeit.
A Hatóságon belül működik a Közbeszerzési Döntőbizottság, melynek feladata a közbeszerzésekkel és a tervpályázati eljárásokkal kapcsolatos jogsértő vagy vitás ügyek miatti jogorvoslat intézése.

## A Hatóság szervezete
A Hatóság része a Tanács (régebbi neve: Közbeszerzések Tanácsa), a Közbeszerzési Döntőbizottság és a Titkárság.
A Hatóság elnökét, aki egyben a Közbeszerzési Tanács elnöke, a Közbeszerzési Tanács tagjai választják a jelenlévőtagok kétharmados szavazati többségével. A kinevezés öt évre szól és egyszer meghosszabbítható.
A hatóság elnöke gyakorolja a munkáltatói jogokat a Közbeszerzési Hatóság főtitkára, a Közbeszerzési Hatóság Titkárságának alkalmazottai, valamint a Közbeszerzési Döntőbizottság elnöke, elnökhelyettese és a közbeszerzési biztosok felett.
A Közbeszerzési Döntőbizottság a Tanács által meghatározott számú és a Hatósággal közszolgálati jogviszonyban álló közbeszerzési biztosból, valamint elnökből áll, akiket a Tanács nevez ki és ment fel. A Döntőbizottság elnökét és elnökhelyettesét a Tanács a jelen lévő tagok kétharmadának szavazatával, öt évre választja meg.
A Közbeszerzési Döntőbizottság három közbeszerzési biztosból álló tanácsban jár el, határozatát többségi szavazás alapján hozza. Az eljáró tanács tagjai közül legalább két tagnak jogi szakvizsgával, további egy tagnak pedig az ügy tárgyával leginkább összefüggő egyetemi vagy főiskolai végzettséggel kell rendelkeznie.

## Vezetői
- 2015. október 21-én a Közbeszerzési Hatóság keretében működő Közbeszerzések Tanácsa  egyhangúlag megválasztotta elnökének Rigó Csaba Balázst.
- Rigó Csaba Balázs [4] utódja 2020-tól dr. Kovács László, aki korábban a Hatóság főtitkára volt. Dr. Kovács László egyben a Közbeszerzési Hatóság keretében működő Tanács elnöke is.